# The Ex
The Ex er en punkgruppe fra Holland, der har eksisteret siden 1979.
På de første udgivelser fra de tidlige 80'ere var lyden præget af en ren D.I.Y.-punklyd, der på senere udgivelser mere og mere er blevet blandet op med folk- og jazzelementer.

## Diskografi
- Disturbing Domestic Peace (1980)
- History Is What's Happening (1982)
- Tumult (1983)
- Blueprints for a Blackout (1984)
- Pokkeherrie (1985)
- 1936, The Spanish Revolution (1986)
- Too Many Cowboys (1987)
- Hands Up! You're Free (1988)
- Aural Guerrilla (1988)
- Joggers and Smoggers (1989)
- 6 (1991)
- Scrabbling at the Lock (1991)
- And the Weathermen Shrug Their Shoulders (1993)
- Instant (1995)
- Mudbird Shivers (1995)
- Starters Alternators (1998)
- Dizzy Spells (2001)
- Een Rondje Holland (2001)
- Turn (2004)
- Moa Anbessa (2006)
- Catch My Shoe (2011)
- Y'Anbessaw Tezeta (2012)
- Enormous Door (2013)
- The Ex at Bimhuis (2015)
- 27 passports (2018)